# Hòa Phong, Mỹ Hào
Hòa Phong là một xã thuộc thị xã Mỹ Hào, tỉnh Hưng Yên, Việt Nam.

## Địa lý
Xã Hòa Phong nằm ở phía đông bắc của thị xã Mỹ Hào, có vị trí địa lý:
- Phía đông giáp tỉnh Hải Dương
- Phía tây giáp xã Dương Quang
- Phía nam giáp phường Minh Đức
- Phía bắc giáp huyện Văn Lâm và tỉnh Hải Dương.

Xã Hòa Phong có diện tích 7,44 km², dân số năm 2019 là 9.993 người, mật độ dân số đạt 1.343 người/km².

## Lịch sử
Ngày 13 tháng 3 năm 2019, Ủy ban Thường vụ Quốc hội ban hành Nghị quyết số 656/NQ-UBTVQH14 về việc thành thị xã Mỹ Hào và xã Hòa Phong trực thuộc thị xã Mỹ Hào.